# Sampangina
La sampangina en un alcaloide dioxolo[4,5-g]pirido[4,3,2-jk][2]benzazepínico aislado de Cananga odorata (ylang ylang) y de las raíces de Ambavia gerrardii. Presenta actividad antifúngica y antiproliferativa.

## Derivados

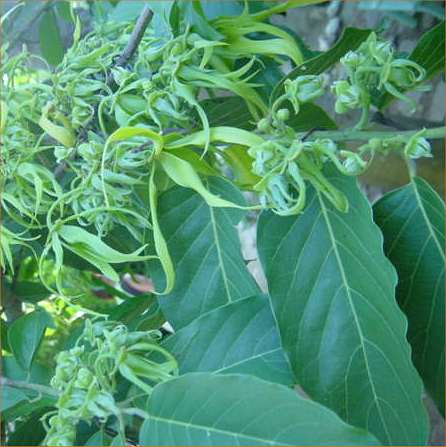
Cananga odorata, o "ylang-ylang"